# Kygo
Кирре Горвелл-Даль (норв. Kyrre Gørvell-Dahll; род. 11 сентября 1991, Сингапур), более известный под своим сценическим именем Kygo — норвежский диджей и музыкальный продюсер.
Получил международное внимание со своим ремиксом на песню «I See Fire» исполнителя Эда Ширана, у которого более 50 миллионов прослушиваний на SoundCloud и 65 миллионов просмотров на YouTube. Также известен своим синглом «Firestone», у которого более 898 млн просмотров на YouTube и 500 млн прослушиваний на сервисе для прослушивания музыки Spotify.

## Биография
Kygo родился 11 сентября 1991 года в Сингапуре. В детстве часто путешествовал со своей семьёй. В возрасте 6 лет начал получать уроки игры на фортепиано. Когда ему было 15-16 лет он начал создавать музыку в Logic Studio с помощью MIDI-клавиатуры с помощью учебных курсов на YouTube.
1 декабря 2014 года он выпустил сингл «Firestone» с участием певца Конрада Сьюэлла (англ. Conrad Sewell), который получил международное признание и дебютировал в нескольких чартах по всему миру. После этого он стал получать предложения о создании официальных ремиксов для таких исполнителей, как Avicii и Coldplay. Он также выступал на крупнейших музыкальных фестивалях, таких как Tomorowland и Ultra Music Festival.
13 мая 2016 года он выпустил свой дебютный альбом под названием Cloud Nine, который стал платиновым в нескольких странах.

## Дискография

### Студийные альбомы
| Название   | Детали                                                             | Позиция | Позиция | Позиция | Позиция | Позиция | Позиция | Позиция | Позиция | Позиция | Позиция | Сертификация                                              |
| Название   | Детали                                                             | NOR     | AUS     | BEL     | FIN     | GER     | NLD     | SWE     | SWI     | UK      | US      | Сертификация                                              |
| ---------- | ------------------------------------------------------------------ | ------- | ------- | ------- | ------- | ------- | ------- | ------- | ------- | ------- | ------- | --------------------------------------------------------- |
| Cloud Nine | - Релиз: 13 мая 2016 - Лейбл: Sony - Форматы: CD, digital download | 1       | 13      | 9       | 5       | 6       | 4       | 2       | 1       | 3       | 11      | - IFPI NOR: 2× Платина - BPI: Серебро - IFPI SWE: Платина |

### Синглы
| Название                                                                    | Год  | Позиция в чарте | Позиция в чарте | Позиция в чарте | Позиция в чарте | Позиция в чарте | Позиция в чарте | Позиция в чарте | Позиция в чарте | Позиция в чарте | Позиция в чарте |
| Название                                                                    | Год  | NOR             | AUS             | AUT             | BEL             | GER             | NLD             | SWE             | SWI             | UK              | US              |
| --------------------------------------------------------------------------- | ---- | --------------- | --------------- | --------------- | --------------- | --------------- | --------------- | --------------- | --------------- | --------------- | --------------- |
| «Epsilon»                                                                   | 2013 | —               | —               | —               | —               | —               | —               | —               | —               | —               | —               |
| «Firestone» (при участии Conrad Sewell)                                     | 2014 | 1               | 10              | 5               | 4               | 3               | 4               | 2               | 4               | 8               | 92              |
| «ID (Ultra Music Festival Anthem)»                                          | 2015 | 31              | —               | —               | —               | —               | —               | 83              | 76              | —               | —               |
| «Stole the Show» (при участии Parson James)                                 | 2015 | 1               | 53              | 5               | 7               | 2               | 3               | 3               | 1               | 24              | —               |
| «Nothing Left» (при участии Will Heard)                                     | 2015 | 1               | 69              | 58              | 57              | 57              | 81              | 14              | 26              | 79              | —               |
| «Here for You» (при участии Ella Henderson)                                 | 2015 | 9               | 99              | 58              | 50              | 47              | 12              | 16              | 17              | 18              | —               |
| «Stay» (при участии Maty Noyes)                                             | 2015 | 2               | 67              | 30              | 2               | 38              | 10              | 3               | 11              | 20              | —               |
| «Coming Over» (совместно с Dillon Francis при участии James Hersey)         | 2016 | —               | —               | —               | —               | —               | —               | 93              | —               | —               | —               |
| «Fragile» (совместно с Labrinth)                                            | 2016 | 1               | 74              | 69              | —               | 87              | 78              | 55              | 50              | 109             | —               |
| «Raging» (при участии Kodaline)                                             | 2016 | 2               | —               | 47              | 52              | 69              | 26              | 6               | 24              | 42              | —               |
| «I’m in Love» (при участии James Vincent McMorrow)                          | 2016 | 9               | —               | 38              | —               | —               | —               | 65              | 39              | 99              | —               |
| «Carry Me» (при участии Julia Michaels)                                     | 2016 | 39              | 77              | —               | —               | —               | 81              | —               | —               | 133             | —               |
| «It Ain’t Me» (совместно с Selena Gomez)                                    | 2017 | 1               | 4               | 2               | 4               | 2               | 3               | 2               | 3               | 7               | 10              |
| «First Time» (совместно с Ellie Goulding)                                   | 2017 | 3               | 29              | 23              | 51              | 28              | 22              | 6               | 14              | 34              | 67              |
| «—» означает, что альбом не попал в чарт или не издавался в данном регионе. |      |                 |                 |                 |                 |                 |                 |                 |                 |                 |                 |